# Tatsuki Seko
Tatsuki Seko (瀬古 樹, Seko Tatsuki), né le 22 décembre 1997 à Tokyo au Japon, est un footballeur japonais qui évolue au poste de milieu central à Stoke City.

## Carrière

### Yokohama FC
Né à Tokyo au Japon, Tatsuki Seko étudie à l'Université Meiji où il joue pour l'équipe de football et se démarque en étant l'un de ses meilleurs éléments. Il rejoint le Yokohama FC officiellement en 2020 en intégrant le groupe de l'équipe première.
Tatsuki Seko commence sa carrière professionnelle avec ce club, jouant son premier match le 16 février 2020, lors d'une rencontre de coupe de la Ligue japonaise contre Sanfrecce Hiroshima. Il est titularisé et son équipe s'incline par deux buts à zéro,. Il fait sa première apparition en J. League face au Vissel Kobe le 23 février 2020. Il est titularisé et se fait remarquer en inscrivant également son premier but en ouvrant le score. Les deux équipes se neutralisent ce jour-là (1-1 score final),.

### Kawasaki Frontale
Le Yokohama FC étant relégué à l'issue de la saison 2021, Tatsuki Seko, alors capitaine de l'équipe, souhaite poursuivre sa carrière en première division et des clubs comme le Nagoya Grampus et le Sanfrecce Hiroshima s'intéressent à lui, mais il rejoint finalement le Kawasaki Frontale en janvier 2022.
Il inscrit son premier but le 1er juin 2023, lors d'une rencontre de coupe du Japon face au club de l'Université de Sapporo. Il est titularisé et participe à la victoire de son équipe par cinq buts à zéro